# Теодор Чтец
Теодор Чтец или Теодор Анагност (грч. Θεοδωρος Αναγνωστης), или Теодор Лектор (крај 5. века - прва четвртина 6. века) - чтец у храму Аја Софија, књижевник и историчар.
О његовом животу се мало зна. Претпоставља се да је Теодор због исповедања Халкидонске вере био прогнан у Пафлагонију.
Аутор је два дела. Прва од њих је „тројна“ или „Троделна историја“. Описује историју Цркве од 313. до 439. године, а представља компилацију дела претходна три историчара – Теодорита, Сократа, Созомена.
Друго дело, „Црквена историја” (грч. „Εκκλησιαστικη Ιστορια”), написано као наставак „Тројне историје”, описује историју Цркве од 450. до 518. године, није у потпуности сачувано. Од њега су сачувани само фрагменти, у делу Јована Дамаскина „О иконама” - неколико одломака; у Суду – један фрагмент; у „Делима“ Седмог Васељенског Сабора – један фрагмент; на петом сабору је прочитан овај одломак; један фрагмент је у Ватиканском кодексу 1455, пронађен међу додацима (нотае) списима светог Нила. Теодорово дело се помиње у „Историји Цркве“ Евагрија Сколастика и у „Хронографији“ Теофана Исповедника.
Дела Теодора Анагноста објављена су у 86. тому Грчке патрологије (Patrologia Graeca).